# پیز آربلاچ
پیز آربلاچ (به لاتین: Piz Arblatsch) یک کوه در سوئیس است که در کانتون گراوبوندن واقع شده‌است. پیز آربلاچ ۳٬۲۰۳ متر بالاتر از سطح دریا واقع شده‌است.